# Distretto di Dur Baba
Il distretto di Dur Baba è un distretto dell'Afghanistan appartenente alla provincia del Nangarhar. Viene stimata una popolazione di 11 709 abitanti (stima 2016-17).